# Markus Horovitz

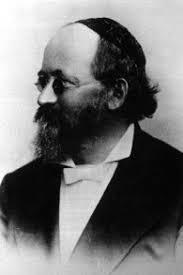
Márkus Horovitz, vor 1910

Markus Horovitz (geb. 14. März 1844 in Ladány bei Tokaj, Kaisertum Österreich; gest. 27. März 1910 in Frankfurt am Main) war ein ungarischer Historiker und orthodoxer Rabbiner in Lauenburg i. Pom., Gnesen und Frankfurt am Main.

## Leben und Werk

### Jugend und Ausbildung
Markus Horovitz wurde als Sohn einer alten Familiendynastie von Gelehrten geboren. Seiner Ausbildung zum Rabbiner ging er in Újhely, Verbé sowie einer renommierten Rabbinerschule in Eisenstadt bei Esriel Hildesheimer nach. Nach seinem Abitur folgte er seinem Lehrer Hildesheimer und studierte Philosophie und orientalische Sprachen an den Universitäten von Wien, Budapest und Berlin, promovierte 1871 in Tübingen.

### Funktionen
Als Rabbiner war er zunächst ab 1871 in Lauenburg i. Pom. und dann ab 1874 in Gnesen tätig. 1878 wurde er als orthodoxer Rabbiner der Israelitischen Gemeinde nach Frankfurt am Main berufen.
Zu dieser Zeit bestanden stark zugespitzte Differenzen zwischen den reformierten und orthodoxen Juden dieser Gemeinde, die in der Drohung der Orthodoxen gipfelten, die Gemeinde zu verlassen und eine eigene zu gründen, die Israelitische Religionsgesellschaft genannt werden sollte. Während ein preußisches Gesetz von 1847 den Zusammenschluss der verschiedenen religiösen Strömungen in einer Gemeinde festgeschrieben hatte (gültig bis 1938), schuf die so genannte Lex Lasker ab 1876 die Möglichkeit eines Ausscheidens aus Gewissensgründen.
Ein wesentlicher Grund des Disputs beruhte auf der reformierten bzw. liberalen Ausrichtung der Frankfurter Hauptsynagoge. Dem dort zelebrierten Ritus wollten die Orthodoxen unter maßgeblicher Führung des Rabbiners Samson Raphael Hirsch nicht länger folgen. Der Vorstand der Israelitischen Gemeinde Frankfurts sah in der Berufung von Horovitz eine Option, die Spaltung zu vermeiden und berief diesen gleichzeitig in eine so bezeichnete Ritualkommission. Vor Amtsantritt machte Horovitz zur Auflage, dass er nicht nur den liberalen Rabbinern der Gemeinde gleichgestellt sein, sondern auch die Aufsicht über sämtliche religionsgesetzlichen Einrichtungen haben müsse. Aus der mangelnden Akzeptanz der liberalen Hauptsynagoge auf Seiten der Orthodoxen ergab sich deren Forderung nach dem Bau einer eigenen orthodoxen Synagoge. Dieses zwischen 1881 und 1882 direkt am mittelalterlichen jüdischen Friedhof der Stadt errichtete Bauwerk wurde umgangssprachlich Horovitzsynagoge genannt, nach dem an sie grenzenden Platz, dem früheren Judenmarkt, auch Börneplatzsynagoge. Während seiner Amtszeit erweiterte Horovitz die bereits bestehende Israelitische Religionsschule Frankfurts zu zwei Modellschulen.
Horovitz war einer der Begründer und Direktoren des 1896 gegründeten Rabbinerverbandes in Deutschland und Präsident des Deutsch-Jüdischen Waisenhauses in Jerusalem. Im Sinne einer konstruktiven Zusammenarbeit der verschiedenen Strömungen des Judentums wirkte er beispielsweise auch auf die von ihm mit initiierte Gründung des Hilfsvereins der deutschen Juden, der Vereinigung traditionell-gesetzestreuer Juden und des Verbandes der deutschen Juden im B’nai B’rith Orden, in deren Vorständen er wirkte.
Im Juli 1897 gehörte Horovitz zu den Protestrabbinern, die sich gegen den von Theodor Herzl propagierten Zionismus mit dem Ziel eines jüdischen Nationalstaates wandten. Diese Auseinandersetzungen wurden auch in der Frankfurter Gemeinde geführt, wo Jacob Löb Goitein zu einem der Gegenspieler von Horovitz wurde.

### Familie
Markus Horovitz war Vater von elf Kindern, unter ihnen Jakob Horovitz (er war, wie der Vater, Rabbiner in Frankfurt am Main) und der Orientalist Josef Horovitz. Sein Enkel, der in Großbritannien geborene israelische Journalist David Horovitz gründete die Internet-Zeitung The Times of Israel.

### Publikationen
- div. Essays über die Herkunft der ungarischen Juden in: Izraelita Közlöny. 1869.
- Zur Geschichte der Jüdischen Gemeinde in Eisenstadt. 1869.
- Jose ben Jose. In: Jüdische Presse. 1873.
- Frankfurter Rabbinen. 4 Bände, 1882–1885, Olms, Hildesheim/New York 1972, 2. überarb. und erw. Aufl., ISBN 3-487-04282-7.
- Jüdische Ärzte in Frankfurt/M. Frankfurt am Main 1886.
- Matte Levi. Sammlung talmudischer Gutachten zum Eherecht, Frankfurt am Main 1891.
- Die Wohlthätigkeitspflege bei den Juden im Alten Frankfurt. Frankfurt am Main 1896.
- Zur Statistik der Jüdischen Bevölkerung im Alten Frankfurt. Frankfurt am Main 1896.
- Die Frankfurter Rabbinerversammlung vom Jahre 1603. Frankfurt am Main 1897.
- Die Inschriften des alten Friedhofs der Israelitischen Gemeinde zu Frankfurt a. M. Frankfurt am Main 1901.
- Von Liszka nach Berlin. Verlag J. Kauffmann, Frankfurt am Main 1914.

### Reputation
Als orthodoxer Rabbiner der Israelitischen Gemeinde zu Frankfurt am Main erlangte Horovitz Ansehen, weil es ihm gelungen war, sich einerseits gegen die liberalen Juden durchzusetzen, aber gleichzeitig die Abspaltung eines Teils der Orthodoxen zu vermeiden. Er bewahrte die Einheit der Frankfurter Gemeinde, während es in anderen deutschen Städten zur Spaltung kam. Er stellte in der praktischen Arbeit unter Beweis, dass ein Miteinander der unterschiedlichen religiösen Strömungen und Riten möglich ist, sofern allen entsprechender Raum und Respekt zuteilwird. Seine Arbeit wurde daher von vielen anderen jüdischen Gemeinden in Deutschland als vorbildhaft angesehen. Er gilt vielen Juden bis heute als Repräsentant eines geeinten Judentums.

## Grabmal
Rabbi Horovitz wurde auf dem Jüdischen Friedhof in der Rat-Beil-Straße zu Frankfurt am Main begraben. Die Reden anlässlich seiner Trauerfeier und Beisetzung wurden seinerzeit veröffentlicht.